# Le Sacrifice de Polyxène
Le Sacrifice de Polyxène est le titre de plusieurs  tableaux de Giovanni Battista Pittoni des années (1730-1735). Ils décrivent un épisode mythologique, le sacrifice de Polyxène, fille du roi Priam, immolée par les Grecs sur le tombeau d'Achille qu'elle aimait et qui mourut avant elle de la main de Pâris. 

Ceux du Walters Art Museum et de la Staatsgalerie de Stuttgart, sont globalement de même composition que ceux de l'Ermitage, et du Getty mais à l'architecture inversée gauche/droite. 
Une autre version du même sujet (titrée Polyxène sacrifiée aux mannes d'Achille) de format horizontal, est conservée au Musée du Louvre. Il serait le pendant de La Continence de Scipion de même format provenant du palais Taverna à Rome. Ce format avec pendant se retrouve avec les mêmes thèmes dans les œuvres conservées à la Résidence de Wurtzbourg près de Munich.
| Image | Thème      | Titre                                | Date      | Technique       | Dimensions   | Lieu de Conservation                   | Référence         |
| ----- | ---------- | ------------------------------------ | --------- | --------------- | ------------ | -------------------------------------- | ----------------- |
|       | Histoire   | Le Sacrifice de Polyxène             | vers 1730 | huile sur toile | 129 × 94 cm  | Musée de l'Ermitage, Saint-Pétersbourg | Musée             |
|       | Histoire   | Le Sacrifice de Polyxène             | 1730-1732 | huile sur toile | 71 × 50 cm   | Staatsgalerie, Stuttgart               | Musée             |
|       | Histoire   | Le Sacrifice de Polyxène             | 1733-1734 | huile sur toile | 127 × 96 cm  | Getty Museum, Los Angeles              | Musée             |
|       | Histoire   | Polyxène devant le tombeau d'Achille | 1733-1735 | huile sur toile | 55 × 96 cm   | Musée du Louvre                        | Musée             |
|       | Histoire   | Le Sacrifice de Polyxène             | vers 1735 | huile sur toile | 70 × 52 cm   | Walters Art Museum                     | Musée             |
|       | Mythologie | Le Sacrifice de Polyxène             |           | huile sur toile | 32 × 45 cm   | York Art Gallery                       | Art UK            |
|       | Mythologie | Le Sacrifice de Polyxène             | vers 1737 | huile sur toile | 134 × 160 cm | Résidence de Wurtzbourg, Munich        | Collection d'Etat |